# 蔣祥墀
蒋祥墀（1761年—1840年），字盈阶，一字长白，号丹林，湖北天门人，清朝政治人物，進士出身。
乾隆五十五年（1790年）登进士，改庶吉士，授編修。曾任浙江乡试副主考。嘉慶十四年（1809年）擔任國子監祭酒。嘉慶十七年（1812年）擔任少詹事、奉天府丞。嘉慶十八年（1813年）任通政司副使。嘉慶十九年（1814年）任光祿寺卿。嘉慶二十年（1815年）任左副都御史，稽查大宛二縣賑場、東四旗覺羅官學。道光八年（1828年）任太常寺卿。道光十三年（1833年）任鴻臚寺卿。晚年辞官，主讲於金台书院。有子蔣立鏞、蔣立銑，孫蔣元溥，曾孫蔣啟勛。
工书法，有欧、虞之風。